# Носач-Носков Віктор Вікторович
Ві́ктор Ві́кторович Носа́ч-Носко́в (рос. Виктор Викторович Носач-Носков; 1878, Кам'янець-Подільський — 1943) — російський книговидавець, редактор. Професор фінансових наук і політекономії.

## Біографія
Народився 1878 року в Кам'янці-Подільському. 1872 року його батько Віктор Олександрович Носач-Носков був колезьким асесором, членом губернського у селянських справах присутствія, дійсним членом Подільського губернського статистичного комітету . 1882 року сестра Віктора — Людмила Носач-Носкова — закінчила Кам'янець-Подільську Маріїнську жіночу гімназію .
1905 року закінчив Московський університет. У 1910—1914 роках працював головою правління Залізничного банку в Санкт-Петербурзі. У 1915—1917 роках був консультантом Міністерства фінансів, головою правління Першого страхового товариства.
1917 року прибув до Маньчжурії. У 1920—1921 роках був головою російської колонії в Тяньцзіні та Пекіні, виконував обов'язки російського консула. Вів видавничу діяльність у друкарні Російської Духовної місії. 1920 року видавав і редагував журнал «Русское обозрение». 1922 року працював у газеті «Гун Бао».
У 1925—1928 роках займався літературною працею. 1929 року служив помічником бухгалтера у правлінні Китайсько-Східної залізниці. Від 1930 року працював лектором східного факультету Інституту Святого Володимира. Одночасно співпрацював у газетах «Наш шлях» і «Харбінський час», у журналі «Нація». У 1933—1936 роках перебував у Всеросійській фашистській партії. Від 1936 року мав власне підприємство «Відповідальне бюро перекладів».
Серед праць: «Соціальні проблеми передових держав» (рос. «Социальные проблемы передовых государств»; 1937).